# Бразоль Григорій Євгенович
Бразоль Григорій Євгенович (1851, с. Мала Павлівка Зіньківського повіту Полтавської губернії — після 1917) — останній предводитель дворянства Зіньківського повіту (з листопада 1892). Камергер Миколи ІІ.

## Біографія
Походив з роду Бразолів — дворян Полтавської і Харківської губерній. Син Євгена Бразоля, предводителя дворянства Полтавської губернії; рідний брат Сергія і Лева Бразолів.
Закінчив юридичний факультет Новоросійського університету. У 1878—1885 роках — дільничний суддя, голова з'їзду в Охтирському повіті, де з 1885 р. по 1892 р. був предводителем дворянства й почесним попечителем Охтирської класичної гімназії. Попечитель Зіньківської жіночої прогімназії. Голова Зіньківського сільськогосподарського товариства. Дійсний статський радник. Із 27 червня 1909 року — камергер; це був перший в історії Полтавської губернії випадок, коли предводитель повітового дворянства отримав звання камергера.

## Нагороди[1]
- Орден святого Володимира ІІІ ступеня
- Орден святого Станіслава І ступеня
- Орден святої Анни І ступеня
- Знак «В пам'ять 300-річчя царствування дому Романових»
- Медаль «В пам'ять царювання імператора Олександра ІІІ»
- Медаль «В пам'ять коронації 1896 року»
- Медаль «В пам'ять 300-річчя царювання дому Романових»
- Медаль «За працю у першому загальному переписі населення»